# Torrota de Can Llopart
La Torre de can Llopart és una torre de guaita medieval a la zona dels Casots, al municipi de Subirats (Alt Penedès). Està situada en la rodalia de la masia medieval de Can Llopart de la Costa, a dalt d'un petit turó, entre el castell de Subirats i el d'Olèrdola. És un edifici protegit com a bé cultural d'interès local.

## Descripció
Aquesta torre se situa al cim d'un turó, a les muntanyes que hi ha al sud de Sant Sadurní d'Anoia. És a l'oest del castell de Subirats, entre aquest i el d'Olèrdola.
És una estructura aïllada de planta circular. Té una forma lleugerament troncocònica; la part superior és notablement més estreta que la inferior. A uns 3'5 metres es troba la porta principal, acabada amb un arc que forma de fet un angle, compost per una parella de carreus a cada banda. Al nivell de la porta hi ha una falsa cúpula i al cim de tot, una altra. Té diverses espitlleres, formades per quatre pedres a banda i banda. Fou habitada fins a l'època contemporània.
Té un aparell constructiu força irregular. Fins i tot, les filades de pedres, en alguns llocs, són poc evidents, i les pedres són unides amb morter no gaire bo.
Al seu voltant, a la banda oest, hi ha una sèrie de parets que clouen un recinte rectangular, partit per la meitat per un mur transversal.
La torre sembla que havia d'ésser una guaita del castell de Subirats, segurament destinada a facilitar la comunicació entre aquesta fortificació i el castell d'Olèrdola.

## Història
Fins ara no s'han trobat documentació medieval referent a la torre. La seva utilitat era servir de guaita i defensa del castell de Subirats el qual és esmentat ja el 917. La seva datació és difícil, alguns elements molt primitius fan pensar que és del segle x, però altres característiques indiquen que és més tardà, del segle xii o XIII.
La Torrota de can Llopart depenia del Castell de Subirats per ser-ne el punt de comunicació o vigilància entre la depressió penedesenca i la conca del Baix Anoia. Aquesta estructura forma part d'una línia defensiva que connecta edificacions medievals i que inclou els castells de Gelida, Olèrdola, Subirats i altres construccions estratègiques. Fou habitada fins a l'època contemporània.
Actualment és propietat de les Caves Freixenet.
El 1999 caigué un tros de la pell exterior de la torre, això motivà unes obres de consolidació de les estructures i un projecte de restauració.